# Římskokatolická farnost Starý Knín
Římskokatolická farnost Starý Knín je jedno z územních společenství římských katolíků v příbramském vikariátu s farním kostelem sv. Františka z Assisi, Starý Knín. V nynějším rozsahu existuje od 1. července 2009 , kdy byly sloučeny dosavadní římskokatolické farnosti Borotice, Starý Knín a Živohošť.

## Kostely a kaple farnosti
| Kostel                                                 | Místo          | Bohoslužba                                                         |
| ------------------------------------------------------ | -------------- | ------------------------------------------------------------------ |
| Nanebevzetí Panny Marie, do roku 2009 farní            | Borotice       | ne 08.30 čt 16.45                                                  |
| sv. Františka z Assisi, Starý Knín, farní              | Nový Knín      | ne 10.30                                                           |
| sv. Mikuláše                                           | Nový Knín      | st 08.00 út pá so 17.00 v zimním čase út pá so 18.00 v letním čase |
| sv. Zikmunda                                           | Velká Hraštice | so 15.00 pouze 1. sobota v měsíci                                  |
| sv. Fabiána a Šebestiána, Živohošť, do roku 2009 farní | Živohošť       | ne 15.00 pouze v letním období (od hodu Božího velikonočního)      |

| Kaple                                       | Místo           | Bohoslužba |
| ------------------------------------------- | --------------- | ---------- |
| sv. Jana Nepomuckého                        | Čelina          |            |
| sv. Jana a Pavla                            | Libčice         |            |
| sv. Anny                                    | Kozí Hory       |            |
| sv. Václava                                 | Mokrovraty      |            |
| sv. Jana Křtitele                           | Pouště          |            |
| sv. Antonína Paduánského                    | Záborná Lhota   |            |
| Panny Marie                                 | Malá Hraštice   |            |
| sv. Floriána                                | Sudovice        |            |
| Panny Marie                                 | Velká Lečice    |            |
| Narození Panny Marie                        | Dražetice       |            |
| sv. Václava                                 | Drevníky        |            |
| sv. Petra                                   | Drhovy          |            |
| Nanebevzetí Panny Marie                     | Homole          |            |
| sv. Josefa                                  | Hubenov         |            |
| Panny Marie                                 | Chramiště       |            |
| sv. Antonína                                | Nechalov        |            |
| Navštívení Panny Marie                      | Slovanská Lhota |            |
| sv. Ducha                                   | Županovice      |            |
| sv. Víta                                    | Čím             |            |
| sv. Archandělů Michaela, Gabriela a Rafaela | Chotilsko       |            |

## Osoby ve farnosti
P. Jozef Andrejčák O.Cr., farář